# Adam (drzeworytnik)

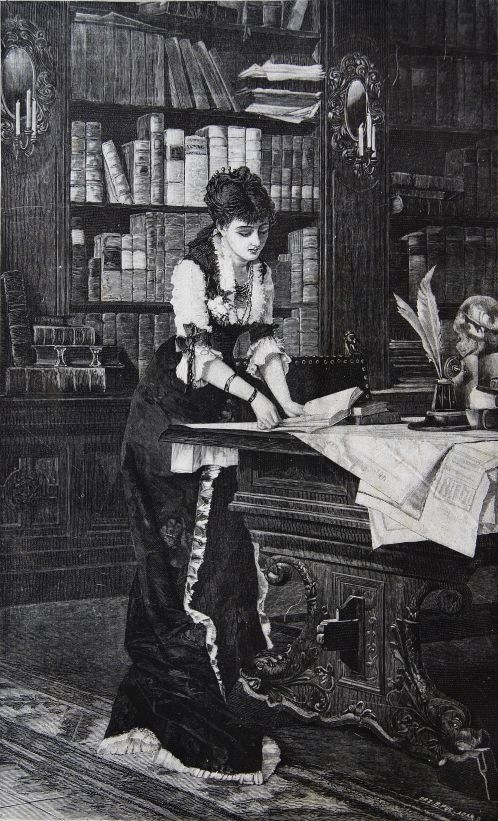
W bibliotece - drzeworyt Adama, który zaliczany jest do najlepszych prac artysty

Adam (ur. przed 1879, zm. 1887) – drzeworytnik warszawski.

## Życiorys
Czynny w okresie ok. 1879-1887, związany z drzeworytnią Bronisława Puca, rytujący najczęściej dla „Biesiady Literackiej” i „Tygodnika Ilustrowanego”. Z ważniejszych prac: W bibliotece - wg obrazu Vislicenusa, Hiszpanka z wachlarzem - wg obrazu Sona, Na tarasie w Łazienkach w Warszawie - wg Aleksandra Gierymskiego i Rozdanie nagród - wg Bronisława Podbielskiego.